# Trigonophora obscura
Trigonophora obscura là một loài bướm đêm trong họ Noctuidae.